# تودی جامائیکا
تودی جامائیکا (نام علمی: Todus todus) نام یک گونه از سرده تودی است.